# Invaze do Polska (1939)
Invaze do Polska (též zářijová kampaň nebo zářijové tažení; německy Polenfeldzug [pólenfeldcug], Fall Weiß [fal vajs], polsky Kampania wrześniowa či Wojna obronna 1939 roku) byl útok nacistického Německa, Slovenské republiky a Sovětského svazu na druhou polskou republiku, který zahájil druhou světovou válku v Evropě.
Německo napadlo Polsko 1. září 1939, týden po podpisu Paktu Molotov–Ribbentrop mezi Německem a Sovětským svazem a den poté, co pakt schválil Nejvyšší sovět Sovětského svazu. SSSR napadl Polsko 17. září. Kampaň skončila 6. října; Nacistické Německo, Slovenský stát a Sovětský svaz během ní společně v jediném měsíci zlikvidovaly Polsko, které bylo rozděleno a anektováno v souladu s Německo-sovětskou smlouvou o přátelství, spolupráci a vymezení demarkační linie. Západní spojenci, kteří v reakci na německou agresi vyhlásili Německu válku, nebyli ochotni ani schopni Polsku významněji pomoci a nedokázali ani využít faktu, že většina německých jednotek byla soustředěna v Polsku a na polských hranicích. Výsledkem bylo rozdělení polského území mezi Německo, Sovětský svaz, Litvu a Slovenský stát.
Německé síly napadly Polsko ze severu, jihu a západu ráno po incidentu v Gliwicích. Slovenské síly postupovaly po boku německých ze severu Slovenska. Jak Wehrmacht postupoval, také polské síly ustupovaly ze svých předních operačních základen poblíž německo-polské hranice k pevnějším obranným liniím na východě. Po polské porážce v polovině září po bitvě na Bzuře získali Němci nespornou výhodu. Polské síly se poté stáhly na jihovýchod, kde se připravovaly na dlouhou obranu rumunského předmostí a očekávaly podporu od Francie a Spojeného království. Tyto dvě země uzavřely smlouvy s Polskem a 3. září vyhlásily Německu válku; nakonec byla jejich podpora Polsku velmi omezená, nicméně Francie zaútočila na malou část Německa během saarské ofenzívy.
Dne 17. září zaútočila sovětská Rudá armáda na východní Polsko, území za Curzonovou linií, které podle tajného protokolu Paktu Molotov – Ribbentrop spadalo do sovětské „sféry vlivu“; polský plán obrany tím byl zmařen. Tváří v tvář druhé frontě polská vláda dospěla k závěru, že obrana rumunského předmostí již není proveditelná, a nařídila nouzovou evakuaci všech vojsk do neutrálního Rumunska. Dne 6. října, po polské porážce v bitvě u Kocku, získaly německé a sovětské síly nad Polskem plnou kontrolu. Úspěch invaze znamenal konec Druhé polské republiky, ačkoli Polsko se nikdy formálně nevzdalo.
Dne 8. října, po počátečním období vojenské správy, Německo přímo připojilo západní Polsko a bývalé Svobodné město Gdaňsk a ve zbývající části území zavedlo okupační německou správu jako tzv. Generální gouvernement. Sovětský svaz začlenil své nově nabyté oblasti do běloruské a ukrajinské svazové republiky a okamžitě zahájil sovětizaci. Po invazi vytvořily podzemní odbojové organizace na polském území polský podzemní stát. Mnoho z vojenských exulantů, kterým se podařilo z Polska uprchnout, se připojilo k polským ozbrojeným silám na Západě, loajálním polské exilové vládě.

## Důvody a záminka

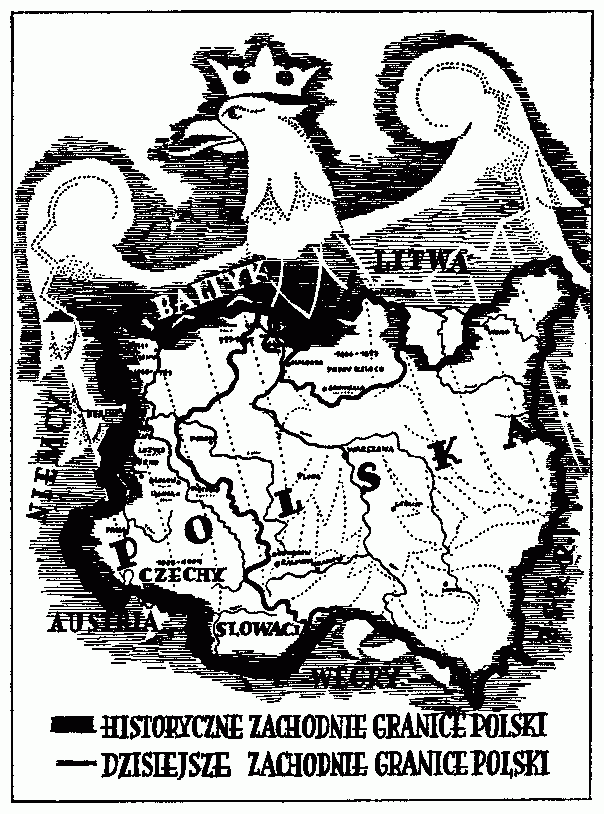
Polský propagandistický leták z června 1939, porovnávající údajné historické hranice Polska a tehdejší územní rozsah Polska. Ve skutečnosti jde o zkombinování hranic z různých období: na jihozápadě hranice z dob Boleslava Chrabrého; na západě hranice nacházející se tam ve středověku; Východní Prusko v 16.–17. století.

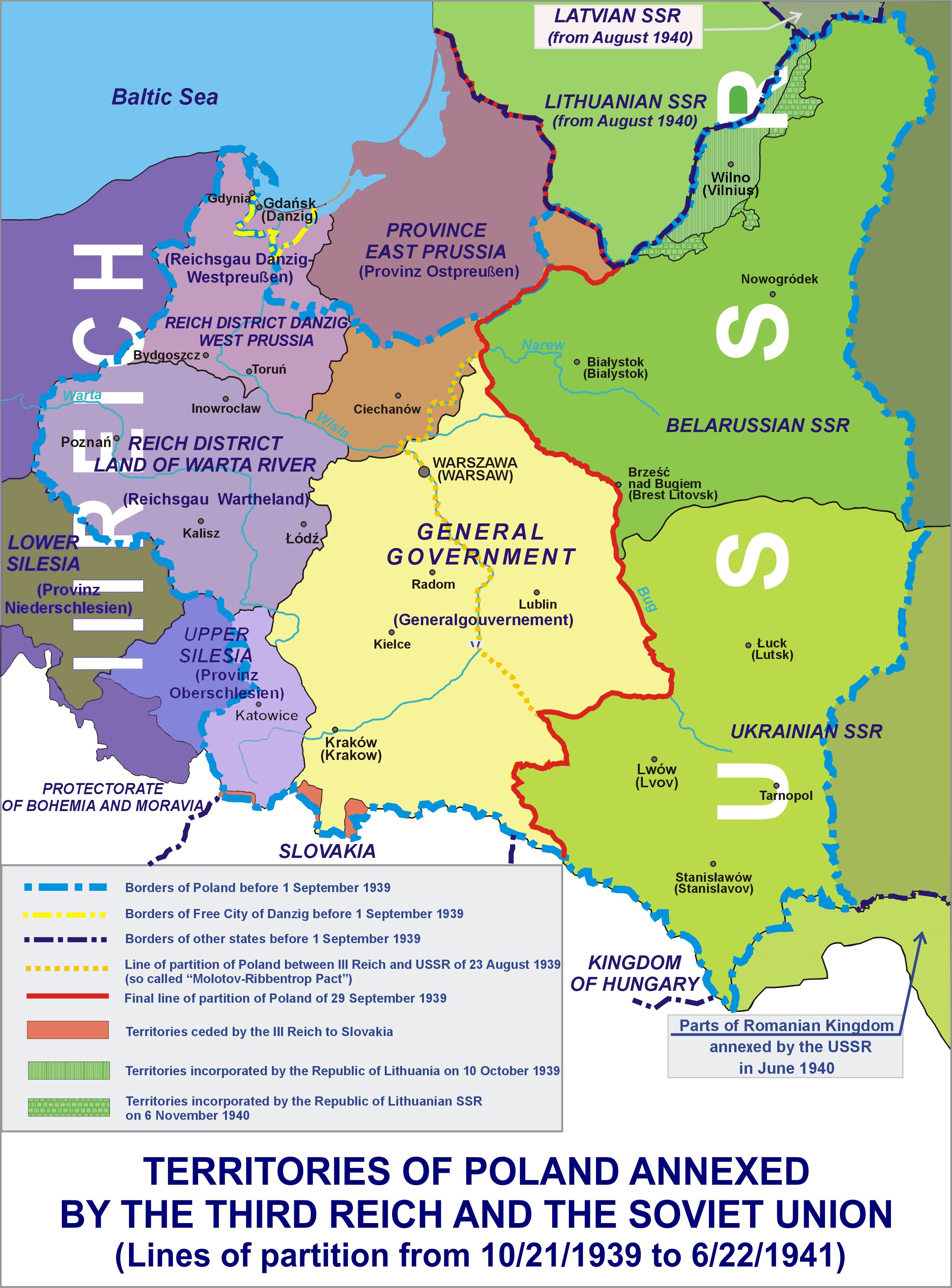
Okupace Druhé Polské republiky nacistickým Německem a Sovětským svazem 1939–1941

Německo se nesmířilo s Versailleskou smlouvou a s obnovením samostatného Polska po porážce Německa a Rakousko-Uherska v 1. světové válce, tedy s navrácením Polsku velké části území, které Německo (tehdy Prusko) zabralo během dělení Polska koncem 18. století (a také Slezska ztraceného koncem středověku). Hitler chtěl toto území zpět a navíc požadoval jeho rozšíření směrem na východ kvůli rozšíření německého životního prostoru. Hlavním německým územním požadavkem byl tzv. Polský koridor, tedy polské území, které oddělovalo Východní Prusko od zbytku německého území. V koridoru se také nacházelo Svobodné město Gdaňsk ovládané většinovým německým obyvatelstvem, které se chtělo k Německu připojit, ale Polsko a Společnost národů takový krok městu nepovolilo (Polsko mělo v Gdaňsku specifická práva a udržovalo tam vojenskou základnu, polské pošty a další instituce). Od vzájemných střetů v letech 1918–1922 (Velkopolské povstání, Hornoslezská povstání) byly polsko-německé vztahy na bodě mrazu. Mezi Polskem a Německem probíhala celní válka.
O nevraživosti, kterou vůči Polsku cítili v německých armádních kruzích, nejlépe svědčí to, že již během polsko-sovětské války (1920), když Rudá armáda táhla na Varšavu, začal štáb velitele Reichswehru generála Hanse von Seeckta plánovat invazi do západního Polska a opětovné přičlenění této oblasti k Německu. Před nástupem Hitlera k moci Německo spolupracovalo se Sovětským svazem (německá armáda tajně trénovala v SSSR tanková vojska a letce, což mělo Německo zakázáno mírovou dohodou po první světové válce).
Ke krátkému uklidnění situace došlo po vítězství Adolfa Hitlera a jeho NSDAP v německých volbách v roce 1933. Německo se na počátku Hitlerovy vlády dostalo do mezinárodní izolace. Byla ukončena spolupráce se SSSR. Narůstajícímu tlaku ze strany Polska a Francie se Hitler rozhodl čelit zmírněním politiky vůči Polsku. Byla ukončena celní válka, Německo přestalo na mezinárodní scéně požadovat připojení západní části Polska a v roce 1934 dokonce podepsalo s Polskem pakt o neútočení. Ovšem po vybudování silného průmyslu, velké armády a silné mezinárodní pozice se Hitlerovo Německo opět vrátilo k protipolské rétorice.
Někteří historikové (například Jurij Ignaťjevič Muchin – Катынский детектив, Светотон, 1995) poukazují na fakt, že polská vláda se v mnoha ohledech chovala vůči německé menšině a v otázce Gdaňsku nediplomaticky a často podléhala nacionálním vášním, stejně tak i proti Čechoslovákům. Mnozí Poláci byli například toho názoru, že by se spíše mělo Německo vzdát Východního Pruska v jejich prospěch a na německé požadavky nechtěli za žádnou cenu přistoupit. Vzhledem k hraničnímu sporu s Československem o Těšínsko se Polsko nepřipojilo k Malé Dohodě. Podpisem paktu o neútočení s nacistickým Německem z 26. ledna 1934 a antisovětským postojem vzhledem k územním sporům, ale vzdor faktu, že SSSR byl spojencem Francie, se Varšava dostala do určité izolace.
Ovšem je třeba brát v potaz program Hitlerova NSDAP, který jasně stanovil potřebu získání pro německý národ na území Polska (a SSSR) životního prostoru. Slované dle Hitlerovy vize měli být vyvražděni nebo zotročeni a to bez ohledu na to, jak se k Němcům Polsko chovalo. Ještě před nástupem Hitlera k moci v Německu převládaly protipolské nálady (pruská politika během dělení Polska v 18. století, Bismarckovy protipolské zákony v 19. století, protipolská politika výmarské republiky). Německá společnost se nedokázala smířit s obnovením nezávislosti Polska a se ztrátou dobytých polských území. Nediplomatický politický tón a nacionální vášně v polsko-německých vztazích byly vzájemné a vycházely z obou stran. Stejně tak se obě země chovaly k menšinám – v Polsku se upírala práva německé menšině (stejně jako na Těšínsku české i židovské menšině), ale stejně tak Německo se chovalo ke své polské menšině (Opolsko, Vestfálsko). Hitlerovo Německo se mezinárodní společenství snažilo přesvědčit, že za zhoršení polsko-německých vztahů může polská strana. Tato argumentace, která neošálila Společnost národů ani Spojence před a během 2. světové války, začala být opět uplatňována po válce neonacisty a některými historiky v postsovětském Rusku.
Ač bylo Polsko protibolševicky naladěné, odmítlo se v jednání s hitlerovským Německem podílet na akcích proti SSSR. Zpravodajská služba SSSR měla o vyjednáváních a polsko-německých vztazích podrobné zprávy, ale nabídku Adolfa Hitlera na společnou okupaci Polska J. V. Stalin obratem přijal. Dne 23. srpna 1939 byl podepsán „Pakt Ribbentrop–Molotov“ zaměřený na plánované napadení, okupaci a opětovné rozdělení Polska.
Dva dny na to, 25. srpna 1939, došlo k podpisu Dohody o vzájemné pomoci mezi Velkou Británií a Polskem, ve které polská vláda získala potvrzení a upevnění záruk západních spojenců poskytnuté již v květnu roku 1939 a kde se uvádí:
"…druhá smluvní strana poskytne neodkladně smluvní straně nacházející se ve válečném stavu všemožnou pomoc a podporu, které jsou v její moci."

Po útoku Německa na Polsko následovalo dne 28. září 1939 v Moskvě podepsání Smlouvy o přátelství, spolupráci a vymezení demarkační linie mezi komunistickým Sovětským svazem a nacistickým Německem, v jehož tajných dodatcích si obě země přerozdělily smluvené sféry vlivu, vzájemnou podporu při jejich vymezování a výslovně připustily úplnou likvidaci Polska.

## Plány stran

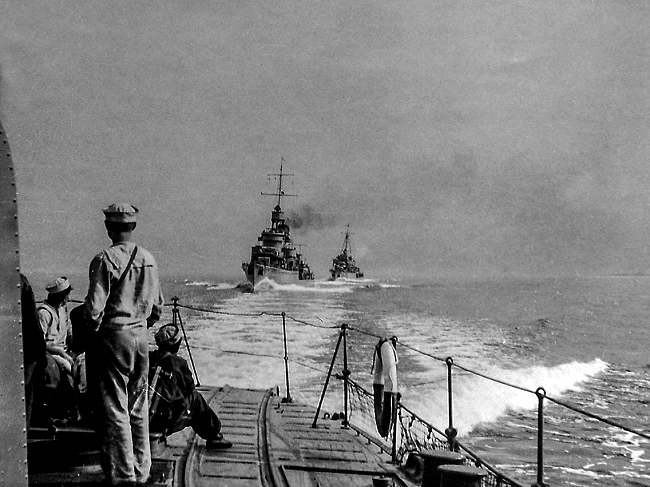
Operace Peking: Evakuace polských torpédoborců 31. srpna 1939 do britských přístavů

Polsko bylo rozhodnuto bránit se útoku a počkat na pomoc od západních spojenců. Přitom nepočítalo s útokem ze strany Sovětského svazu.
Německo mělo v úmyslu postupovat podle vojenského plánu Fall Weiß (Případ Bílý), jenž mj. využíval nevýhodného rozložení polského území. První koncept plánu předložil Hitlerovi tým generála Gerda von Rundstedta 7. května 1938, finální verze byla schválena o dva týdny později. Německé jednotky rozmístěné ve Východním Prusku a Slezsku měly vytvořit kleště a obchvátit polské jednotky.
Sovětský svaz měl v plánu na sebe neupozorňovat a přidat se až později, což mělo omezit politické problémy a vojenské ztráty spojené s útokem. Vzhledem k předchozí drtivé porážce v Polsko-sovětské válce měl Josif Stalin k polské armádě značný respekt. Nečekaně rychlý postup Německa Sovětský svaz zaskočil a Stalin musel později s útokem spěchat. Svůj vpád odůvodňoval ochranou ruského, běloruského a ukrajinského obyvatelstva před německým záborem, ovšem prokázaným faktem je, že tam, kde to mělo význam, spolu sovětské a německé jednotky ochotně spolupracovaly a že útok byl s Německem předem domluven.[zdroj⁠?!]

## Události před útokem

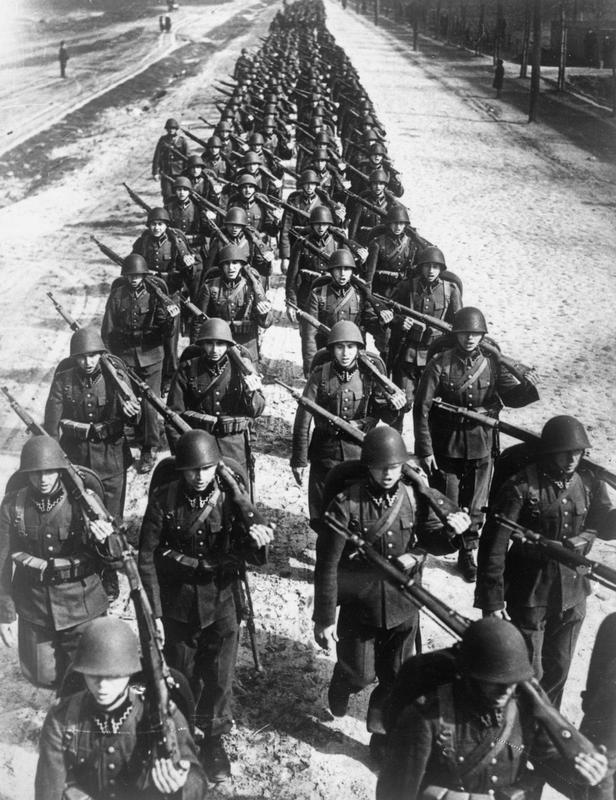
Polská pěchota za přesunu

Polsko požádalo 24. března 1939 Velkou Británii o uzavření tajné spojenecké dohody. Tímto požadavkem se začala zabývat britská vláda o týden později a 6. dubna 1939 souhlasila s požadavkem Polska. Spojené království Velké Británie a Severního Irska garantovalo nezávislost nejen Polsku, ale i Rumunsku, Turecku a Řecku. Spojeneckou smlouvu s Polskem z roku 1925 aktualizovala i Francie. Reakcí Německa pak bylo anulování smluv s Velkou Británií (námořní dohoda) a Polskem (pakt o neútočení). Itálie pak podepsala vojenské spojenectví s Německem 22. května. Velká Británie si však již v červenci uvědomovala, že dodržení spojeneckých závazků bude velmi obtížné vyplnit.
Koncem června byly podepsány přípravy realizace německého plánu Fall Weiß včetně časového rozvrhu. V téže době se zvýšil počet provokací ve Svobodném městě Gdaňsk a německý tisk a rozhlas zahájily štvavou a zavádějící kampaň za ochranu utlačovaných Němců v Polsku.
Podle Hitlerova plánu mělo k invazi dojít 26. srpna brzy ráno. Již 25. srpna se proto začaly německé jednotky přesouvat do výchozích postavení a došlo i k Jablunkovskému incidentu, který je považován za první předčasný útok druhé světové války v Evropě. Ve stejný den se ale političtí představitelé Velké Británie odhodlali podepsat dlouho očekávané písemné garance Polsku, ve kterých se obě strany zavazovaly ke spojenectví v případě německého útoku.
To Adolfa Hitlera překvapilo a rozkaz k útoku, který původně chtěl téhož dne vydat, odložil. Rozkaz k odložení akce se ale k několika malým, převážně záškodnickým jednotkám nedostal, a proto se druhého dne odehrálo několik drobných pohraničních incidentů a šarvátek. Polsko, které již od jarních měsíců postupně mobilizovalo armádu, proto 30. srpna vyhlásilo všeobecnou mobilizaci. Ta však byla na nátlak západních spojenců, kteří se chtěli válce vyhnout za každou cenu, odvolána.
31. srpna dal Hitler polské straně výzvu k poslání vyjednavače, zřejmě aby si u západních států získal pověst diplomata. Polská vláda ale jakékoliv jednání s Německem odmítla a znovu vyhlásila mobilizaci. Zmatky, které tento akt provázely, způsobily že polská armáda měla v době německého útoku (ke kterému došlo druhého dne) zmobilizováno pouze 65 % svých sil.[zdroj⁠?!]
Hitler mezitím stanovil čas útoku na 1. září ve 4:00. Německou záminkou k napadení Polska měly být pohraniční incidenty na německo-polské hranici, zejména pak přepadení vysílačky v Gliwicích, který se odehrál 31. srpna 1939. Podle německé propagandy byla radiostanice ve večerních hodinách přepadena polskými vojáky, kteří měli povraždit její posádku a vysílat odtud výzvy k boji proti Německu. Ve skutečnosti byl ale přepad proveden německými agenty gestapa převlečenými do polských uniforem.

## Napadení

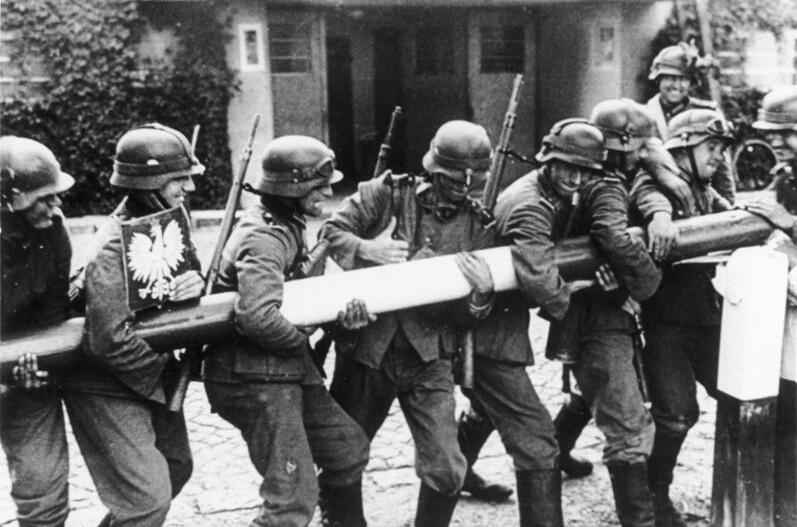
Nadšení němečtí vojáci strhávají polskou hraniční závoru

Státy, které patřily k Ose, praktikovaly agresivní politiku dlouho před útokem na Polsko. V Africe Itálie v roce 1935 napadla Etiopii (Druhá italsko-etiopská válka) a těžké boje s etiopskými partyzány tam trvaly až do italské porážky v této oblasti v roce 1941. V Asii Japonsko od roku 1937 vedlo válku proti Číně (druhá čínsko-japonská válka). Vypuknutí celosvětového konfliktu, zvaného druhá světová válka, způsobil až německý útok na Polsko dne 1. září 1939. Ještě téhož dne na Polsko zaútočilo Slovensko. 3. září 1939 Německu a Slovensku vypověděli válku polští spojenci Francie a Velká Británie (spolu s koloniemi a dominii). 17. září 1939 se k útoku proti Polsku připojil Sovětský Svaz.
Útoku předcházely německé provokace a zinscenované incidenty (Glivice). 1. září 1939 německá vojska zahájila invazi po dřívější důkladné přípravě a koncentraci u polských hranic. Po bombardování vybraných cílů (včetně civilních) byla pozemním vojskem jako první napadena polská základna na území Svobodného města Gdaňsk, a to poloostrov Westerplatte. Pak se boje rozhořely podél celé polsko-německé a polsko-slovenské hranice. K útoku se připojil Slovenský stát, z jehož území útočila vedle německých vojsk také slovenská Polní armáda „Bernolák“.
Velká Británie a Francie 3. září 1939 vyhlásily Německu válku. Oba státy však neměly schopnost ji vést na dostatečně významné úrovni. Zatímco letecká a námořní válka byla zahájena prakticky okamžitě, pozemní vojska západních spojenců neměla dostatečný počet mužů.
Spojené království nebylo schopno dát dohromady nic víc než malý expediční sbor, který odeslala do Francie, a zastaralé mobilizační mechanismy francouzské armády se rozbíhaly příliš pomalu. Navíc hlavní francouzská vojenská doktrína rozhodně nebyla Polsku nakloněna, generál Gamelin ji shrnul jedinou větou: „Kdo zaútočí, prohraje“.[zdroj⁠?!] Zatímco se však francouzská armáda šikovala a čekala na Hitlerovu chybu, na východě probíhala tragédie.

## Polská obrana se hroutí

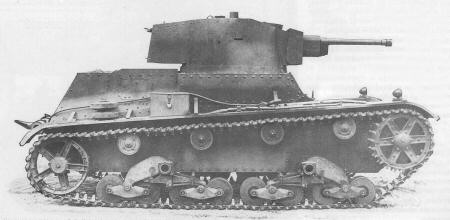
Polský lehký tank 7TP

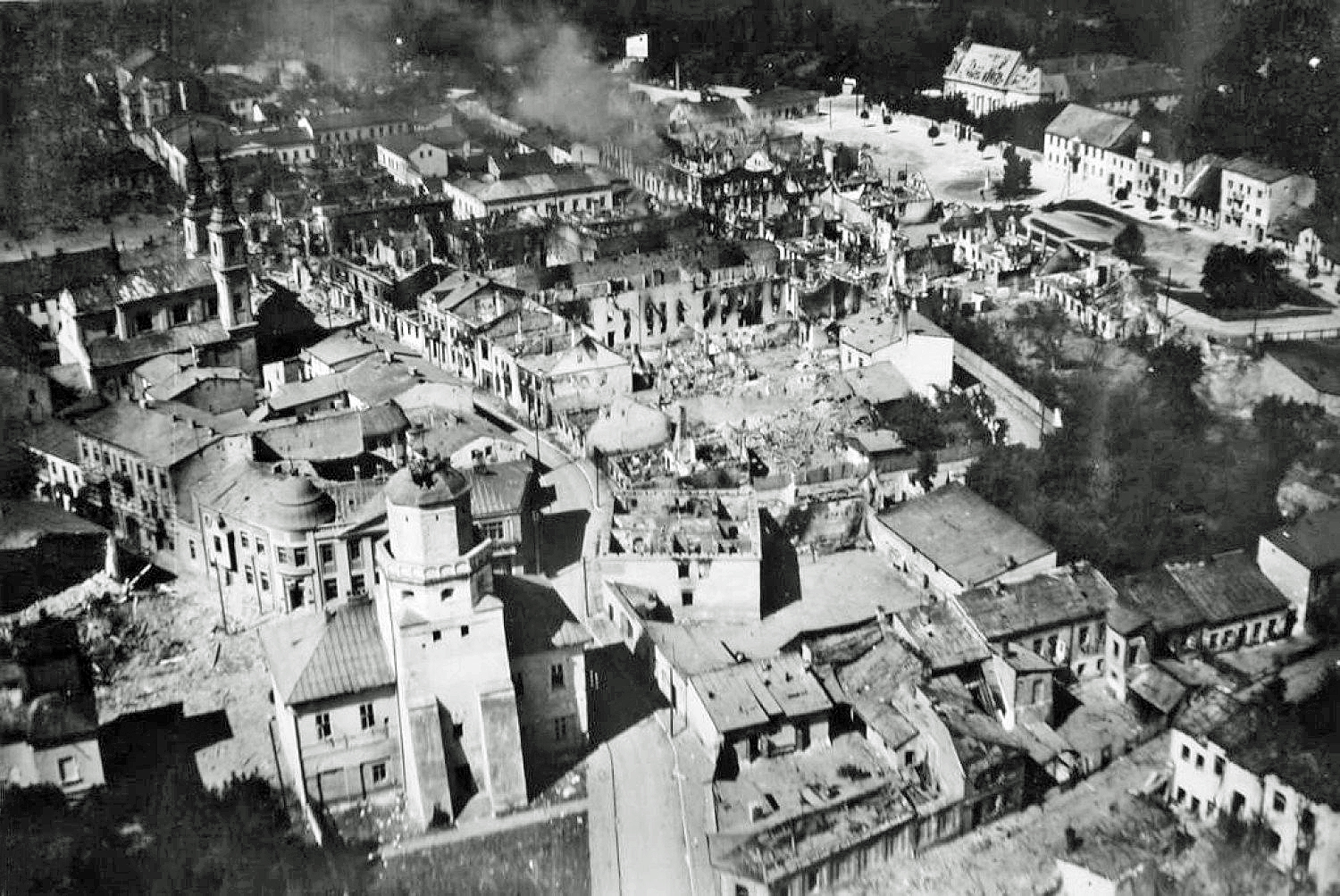
Město Wieluń po náletu

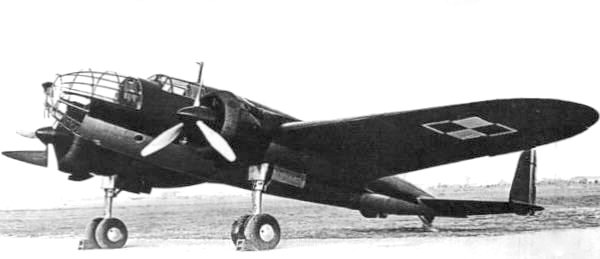
Polský bombardér PZL.37 Łoś

Polská armáda zoufale bojovala, ale za situace, v jaké se ocitla, nebyl úspěšný odpor možný. Polská vojska se nestihla ani plně zmobilizovat a zaujmout určené pozice, když byla země napadena. Polské letectvo utrpělo značné ztráty při prvních náletech Luftwaffe – většinou se však jednalo o cvičné, druholiniové a opravované stroje, protože prvoliniové letouny byly rozmístěny na polních letištích. Časté tvrzení, že během prvních náletů byla zničena většina polského letectva, je ve skutečnosti jedním z mýtů, které se pojí s touto válkou. Polské letectvo ve skutečnosti přežilo první údery, ale i přes houževnaté nasazení se polskému letectvu nepodařilo zabránit letounům Luftwaffe v prakticky libovolných útocích na pozemní síly, ani účinně zpomalit německý postup. Situace na zemi byla ještě více beznadějná.
Nepočetné polské tankové síly organizované zastaralým způsobem nemohly čelit německým tankovým klínům postupujícím vpřed podle inovačních schémat bleskové války.[zdroj⁠?!] Nemotorizovaná polská pěchota i jezdectvo byly opakovaně masakrovány při přesunech přes otevřený terén, který nedokázaly překonávat dost rychle, nebo ničeny postupně po malých jednotkách, protože se kvůli neschopnosti rychle se přesouvat a přeskupovat nedokázaly mezi sebou účinně podporovat. Jezdectvo zaznamenalo dílčí úspěchy, ale nemohlo vzdorovat motorizovaným a obrněným jednotkám. Útok jezdectva proti tankům je však mýtus (v bitvě u Krojant využilo 1. září 1939 jezdectvo moment překvapení při útoku na pěchotu, ale bylo následně zdecimováno obrněnými vozidly s kulomety).
Polské letectvo, kterému rychle docházely bomby a náhradní díly, nebylo schopno ani zabezpečit účinné vzdušné krytí polským jednotkám, ani provádět dostatečně silné a koordinované útoky na postupující německé kolony. Výrazné úspěchy měla pouze stíhací brigáda chránící Varšavu a bombardovací brigáda útočící na XVI. armádní sbor generála Höpnera, který musel kvůli jejím útokům požádat o speciální stíhací ochranu. Oba úspěchy však byly časově omezené – v prvním případě ztrátou vhodných letišť a rozpadem systému včasné výstrahy, v druhém ztrátami bombardérů a nedostatkem bomb. Německé jednotky rychle pronikaly ze severu i jihozápadu k Varšavě. Již 8. září stály jednotky 4. tankové divize na varšavských předměstích.

## Poslední odpor

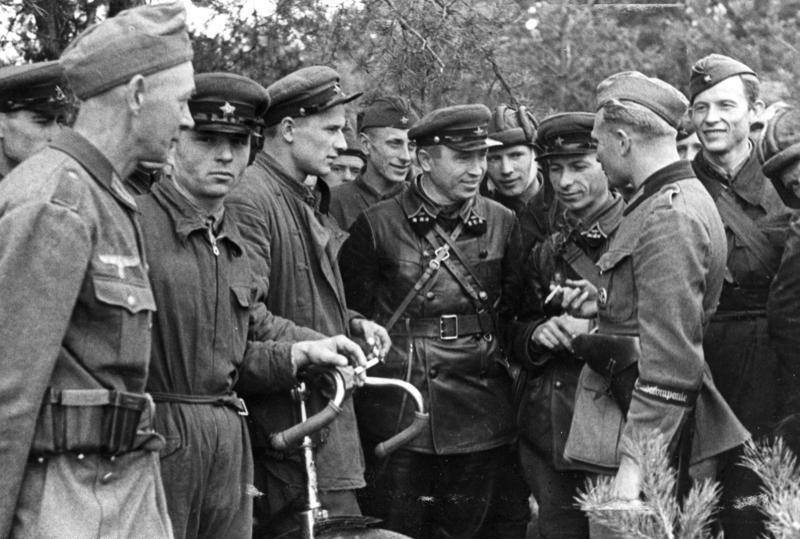
Setkání německých a sovětských jednotek

9. září se drcená polská armáda vzepjala k poslednímu zoufalému pokusu alespoň oddálit nevyhnutelný konec. Zoufalý útok trosek armád Poznaň a Pomoří proti levému křídlu a týlu skupiny armád Jih byl veden s úmyslem zastavit její postup a probít se k hlavnímu městu a podpořit jeho obranu (viz bitva na Bzuře). Zpočátku dokázal prudkým úderem vklínit se do obrany německé 8. armády. Do 14. září polský útok probíhal úspěšně, ale nepřítel proti němu brzy nasměroval drtivou většinu kapacit Luftwaffe a téměř třetinu skupiny armád Jih. Když pak vzápětí na Kutrzebovy síly zaútočila i skupina armád Sever, bylo rozhodnuto. Ve dnech 16-18. září byly obě polské armády rozdrceny. K Varšavě se podařilo dostat jen malé části jednotek, které měly posílit její obranu. V této době se už zbytky všech západních armád pokoušely probít na východ a v souladu s rozkazy velitele polské armády (Rydz-Śmigłyho) posílit obranu Varšavy a vytvořit obrannou linii na řekách Visla a San. Jejich šance byly minimální a definitivně zhasly 17. září, když se Sovětský svaz v souladu s tajnými dohodami přidal k útoku a napadl Polsko z východu. Sovětský úder vedl ze severu Běloruský front pod velením M. P. Kovaljova a z jihu Ukrajinský front v čele se Semjonem Timošenkem. Polská vláda i část velení opustilo zemi a přesunulo se do spojeneckého Rumunska, kde ovšem její záměr pokračovat do Francie zhatila rumunská nucená internace. 28. září kapitulovala Varšava, 29. září pevnost Modlin, 2. října obránci poloostrova Hel. Jako poslední velké jednotky kladoucí organizovaný odpor se vzdaly oddíly generála Kleeberga dne 5. října. Při útoku na Polsko se Němci dopouštěli válečných zločinů jednak bombardováním civilního obyvatelstva (zcela zničena byla města Wielun, Frampol, Sulejow, Janow Lubelski, Bilgoraj, 10 % Varšavy bylo srovnáno se zemí) a kolon uprchlíků, jednak vražděním polských válečných zajatců (kolem 3 000 zavražděných), civilistů (bylo vypáleno kolem 400 vesnic), inteligence a politiků. Například jen od 1. září do 26. října 1939 vykonali Němci 764 hromadných poprav polských válečných zajatců.

## Následky

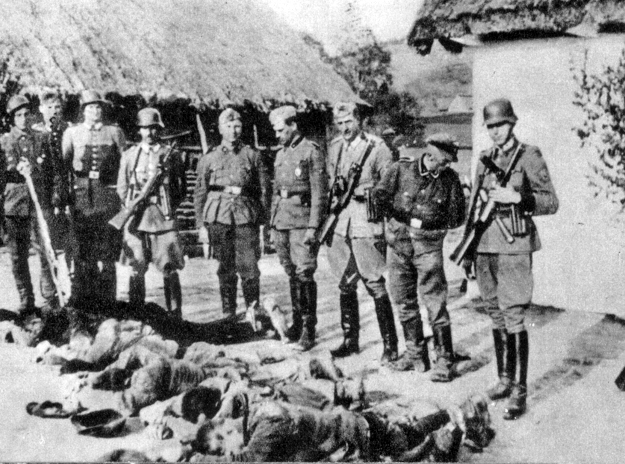
Masakr polských rolníků v roce 1943

Polská armáda utrpěla těžké ztráty, některá města (zejména Varšava) byla těžce poškozena rozsáhlým bombardováním. Země byla obsazena dílem nacistickým Německem, dílem Sovětským svazem, Vilno a přilehlý region byl přidělen Litvě, oblast horní Oravy a severní Spiše Slovensku. V následných letech museli Poláci čelit mimořádným zvěrstvům ze strany Německa a Sovětského svazu. Polsko mělo ze všech států, které poznamenala druhá světová válka, největší procentuální ztráty obyvatelstva (viz Oběti druhé světové války), nicméně v absolutním počtu největší ztráty obyvatel měl Sovětský svaz. Průběh vojenských operací potvrdil, že se německé vojenské doktríny rozvíjejí správným směrem a předznamenal průběh a výsledek bitvy o Francii, která proběhla v roce 1940.
Během druhé světové války zahynulo zhruba 5 600 000 polských občanů (některé zdroje uvádějí 6 miliónů), z čehož bylo 3 000 000 obětí židovského holocaustu, 400 tisíc padlých či zavražděných polských vojáků a 2 200 000 civilistů polské národnosti.

## Teror

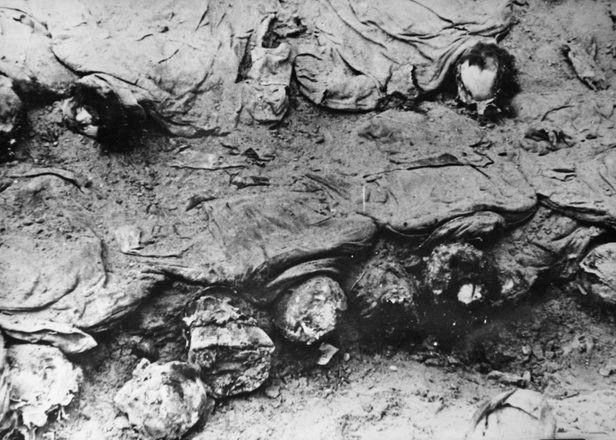
Exhumovaná těla polských válečných zajatců povražděných NKVD, viz Katyňský masakr.

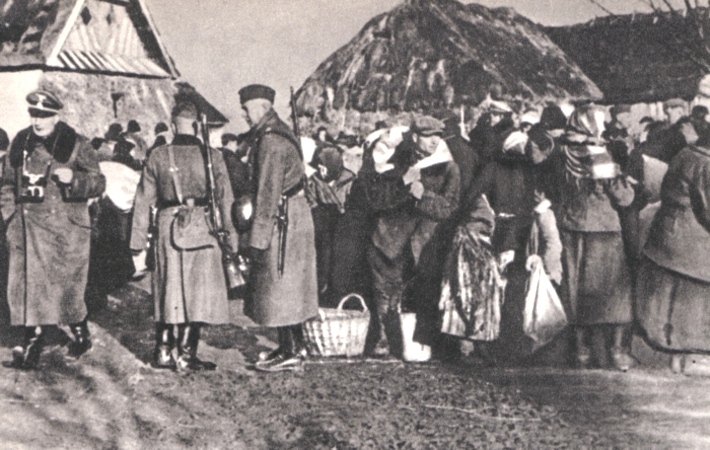
Projekt „rozšiřování německého životního prostoru“ – násilné vyhánění Poláků ze Zamośćké oblasti (1942)

Po obsazení Polska uplatňovali Němci vůči Polákům brutální politiku teroru, odnárodňování a germanizace. Ta byla vykonávána zejména jednotkami SS-Totenkopfverbände a Einsatzgruppen. Docházelo k popravám polských vojáků i civilních osob, zvláštní pozornost byla věnována polské vyšší vrstvě a polské inteligenci. V rámci „Operace Tannenberg“, která se týkala likvidace polské elity, bylo do 25. října 1939 zavražděno 20–24 tisíc Poláků. Po ní následovala akce „Inteligence“, při níž bylo zabito přes 40 tisíc polských intelektuálů. Německá okupační moc zavedla v Polsku, resp. v Generálním gouvernementu a na okupovaných polských územích politiku teroru, přičemž prováděla hromadné veřejné popravy, které měly zastrašovat ostatní obyvatelstvo. Samostatnou kapitolou byly exekuce polských rolníků a ničení polských vesnic. Němci též prováděli politiku vysidlování z oblastí určených k další germanizaci, přičemž bylo ze svých domovů vyhnáno 2 478 000 Poláků. Poláci byli též v masovém měřítku nasazováni na nucené práce, při kterých jich velké množství zahynulo. Celkem bylo k otrocké práci v Německu přinuceno na 3 141 000 příslušníků polského národa. Ženám polské národnosti, které na nucených pracích byly v jiném stavu, německé úřady nařizovaly uměle přerušit těhotenství. Německá okupační správa ve velkém měřítku prováděla politiku krádeže polských dětí. Děti byly z rodin odebírány násilím (podvodem, nebo společně se zavražděním rodičů, nebo rozhodnutím příslušných německých institucí). Děti byly posílány do speciálních center a ústavů eufemisticky pojmenovaných nacistickou propagandou „dětské vesničky“, které ve skutečnosti byly tábory rasového výběru pro děti (Kindererziehungslager), kde byly zničeny původní rodné listy a nahrazeny novými (jména dětí byla měněna na německá). Tyto aktivity v Polsku prováděla především organizace Lebensborn (uznána v roce 1950 Denacifikačním tribunálem za zločineckou organizaci). Děti považované za rasově „nízkohodnotné“ byly posílány do koncentračních táborů v Birkenau za účelem usmrcení. Celkem Hitlerovo Německo ukradlo kolem 200 000 polských dětí – z tohoto počtu se jich po válce podařilo získat zpět pouze 30 000. Během německé okupace bylo zavražděno kolem 3 000 000 Poláků. Německé zločiny proti Polákům splňují kritéria pro označení Genocida dle Úmluvy o zabránění a trestání zločinu genocidia a to v bodech a), d), e). Ještě hůře než samotní Poláci na tom byli příslušníci židovské menšiny v Polsku, která byla téměř kompletně vyvražděna (kolem 2 800 000 obětí) – viz holokaust. Celkem bylo během německé okupace zavražděno kolem 6 000 000 polských občanů.
V Sověty obsazené části země panoval teror stejně ukrutný, jako v té německé. Tragický osud postihl zajaté polské důstojníky a příslušníky inteligence v Sovětském svazu, kteří byli povražděni v rámci tzv. katyňského masakru. Dále Sověti deportovali do Střední Asie a na Sibiř dle různých odhadů 200 000 až 500 000 Poláků. Na 100 000 z nich věznění nepřežilo.

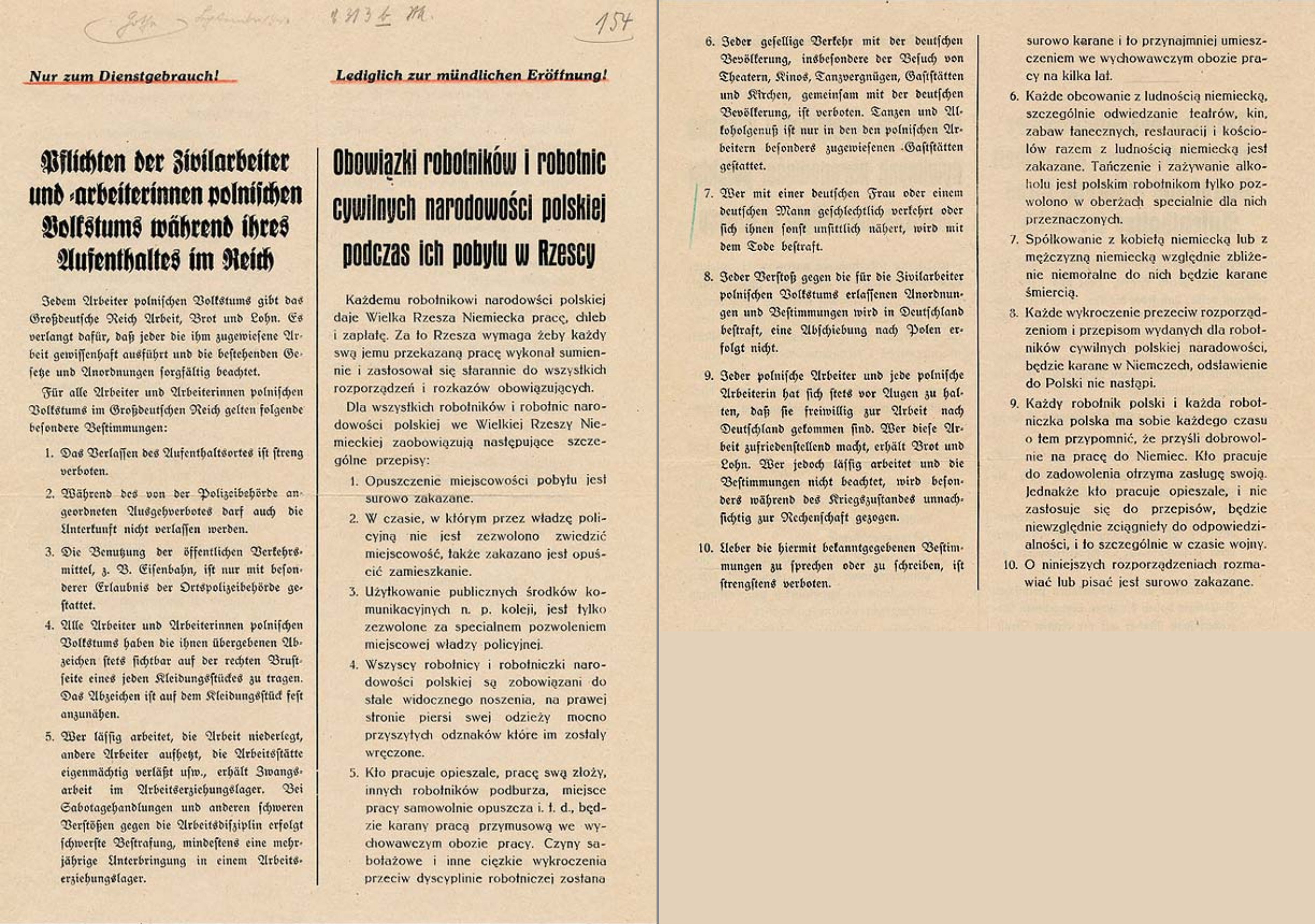
Plakát z roku 1940: Hrozba trestu smrti pro nuceně nasazené polské muže a ženy za pohlavní styk s Němci
Polské ženy jsou odváděny na popravu v lese poblíž Varšavy
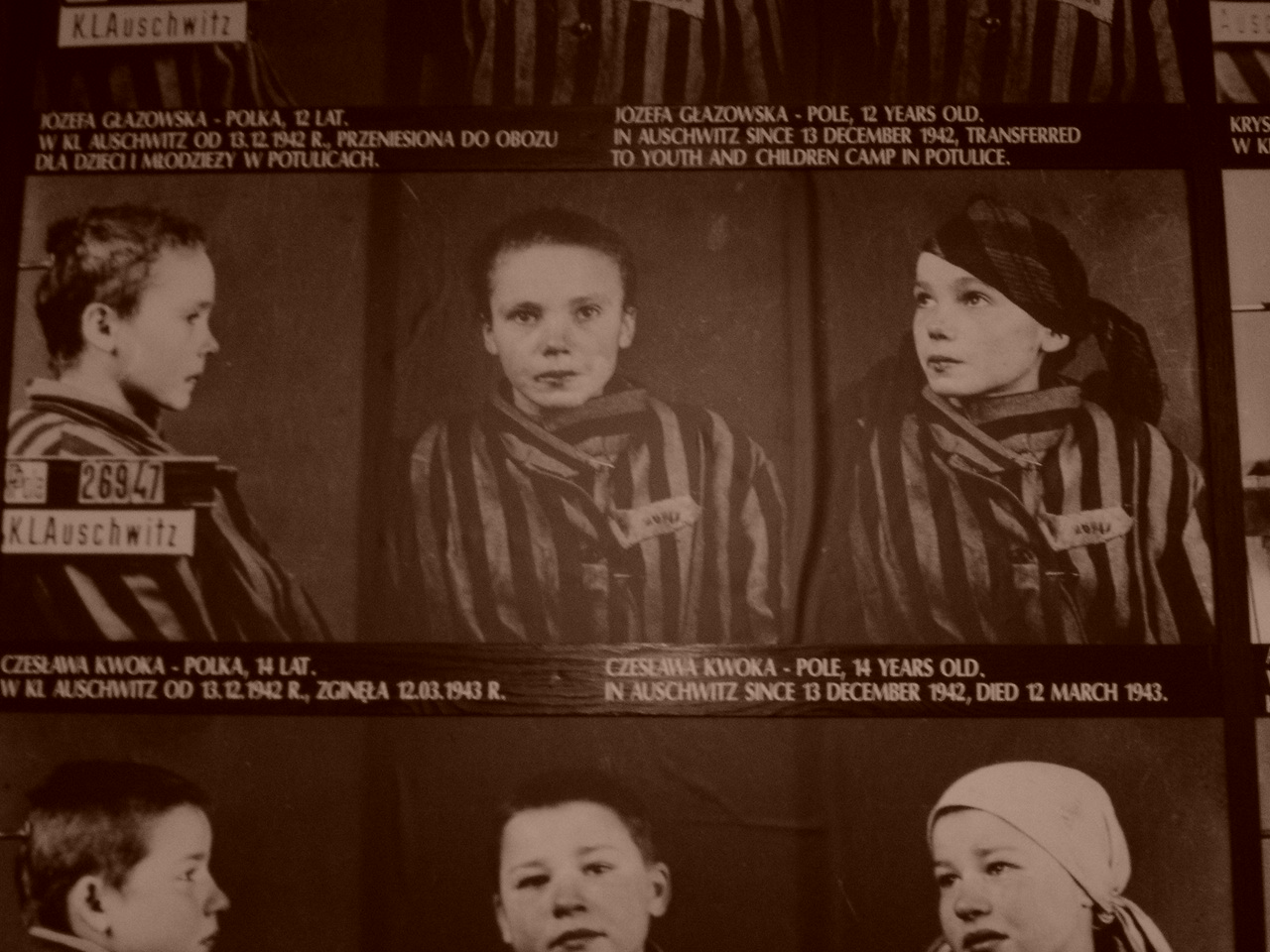
Fotografie polských dětí deportovaných do Osvětimi
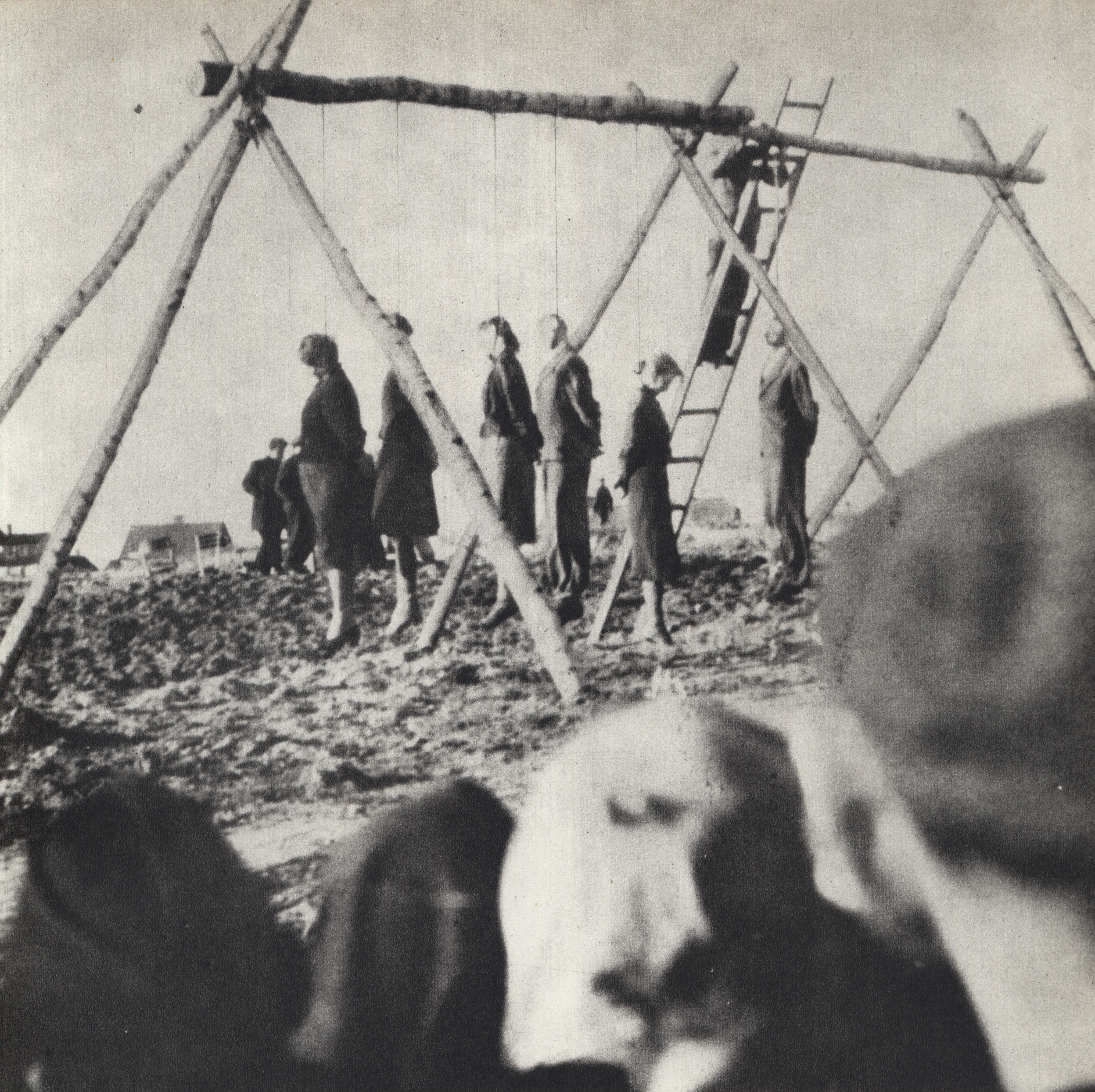
Veřejná poprava 54 polských civilistů ve vesnici Rożki v roce 1942
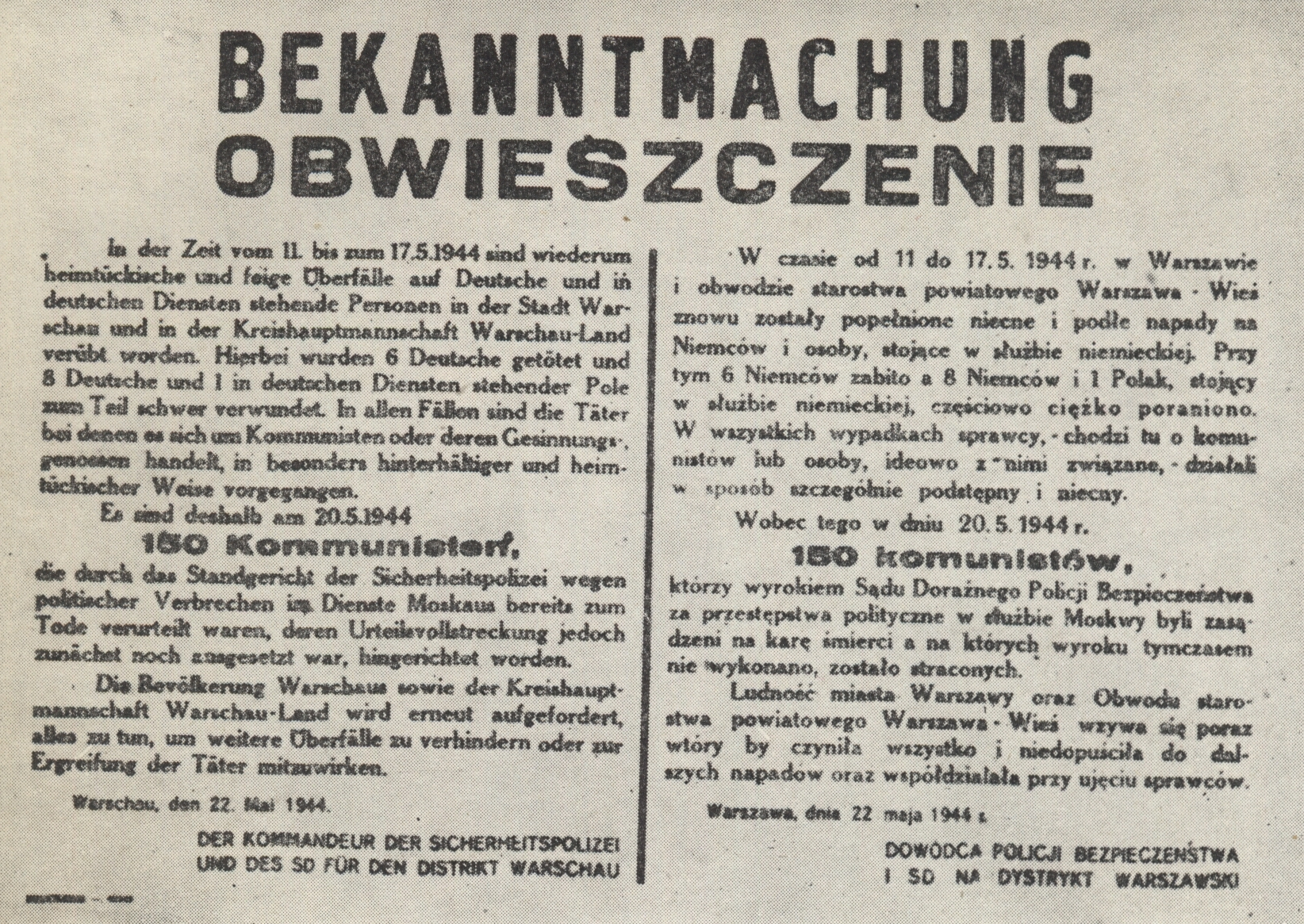
Oznámení o popravě 150 polských rukojmích v květnu 1944 v odvetě za činnost polského odboje
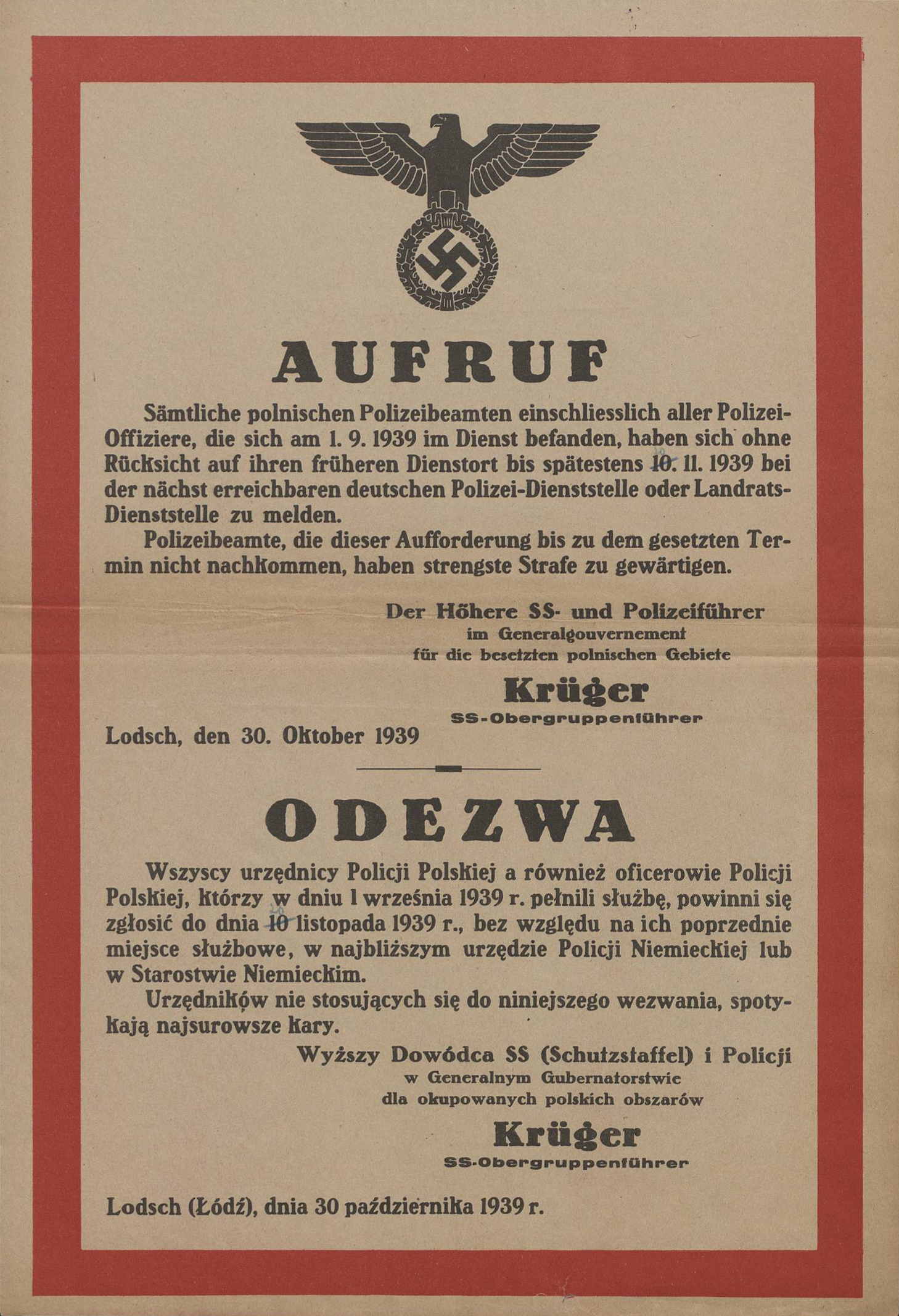
Osoby sloužící v rámci předválečné Polské police jsou pod hrozbou "různých trestů" nabádání ke vstupu do "Granátové policie" (Granatowa policja), loutkové Polské policie pod Německou kontrolou

## Galerie

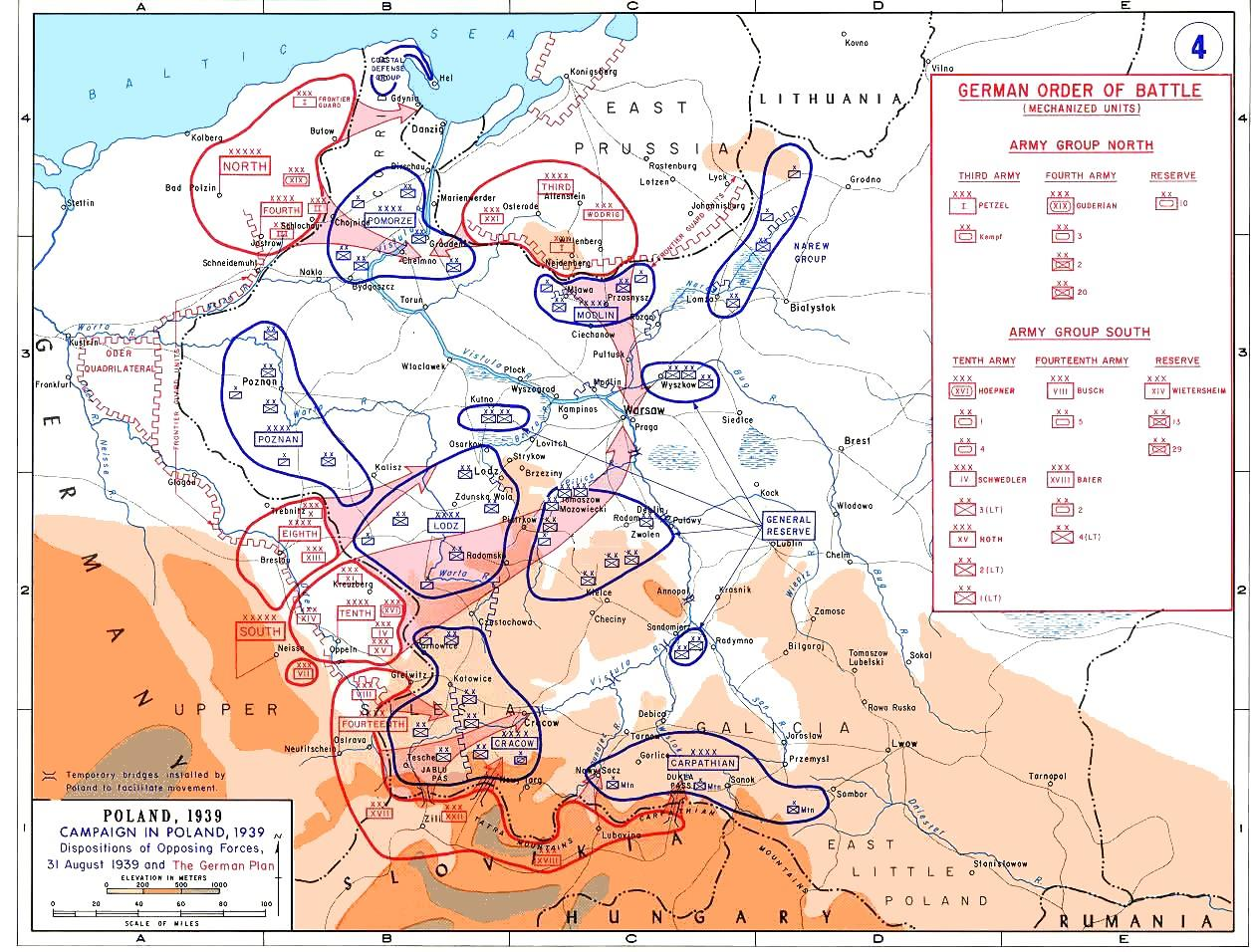
Plán německého úderu
Průběh invaze do Polska
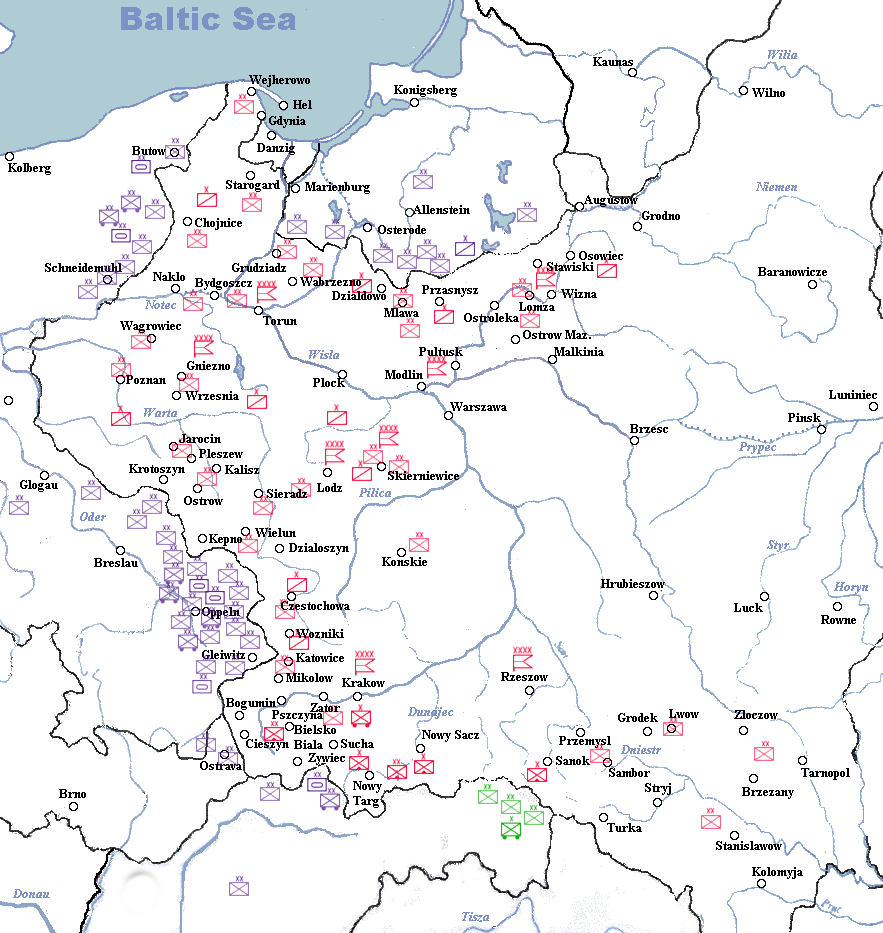
Rozmístění sil německé a polské strany k 1. září 1939
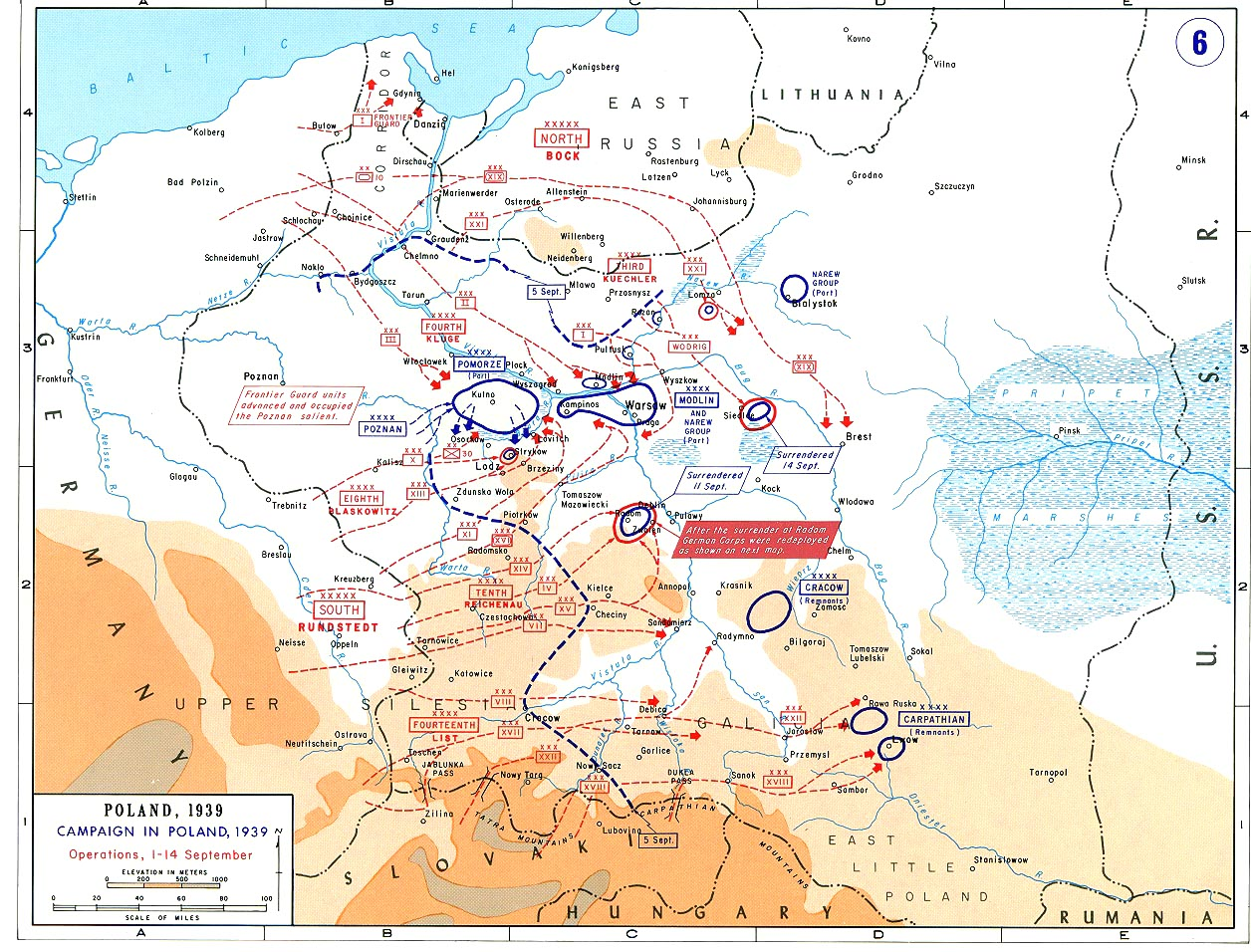
Prolomení polské obrany a postup německých vojsk do 14. září
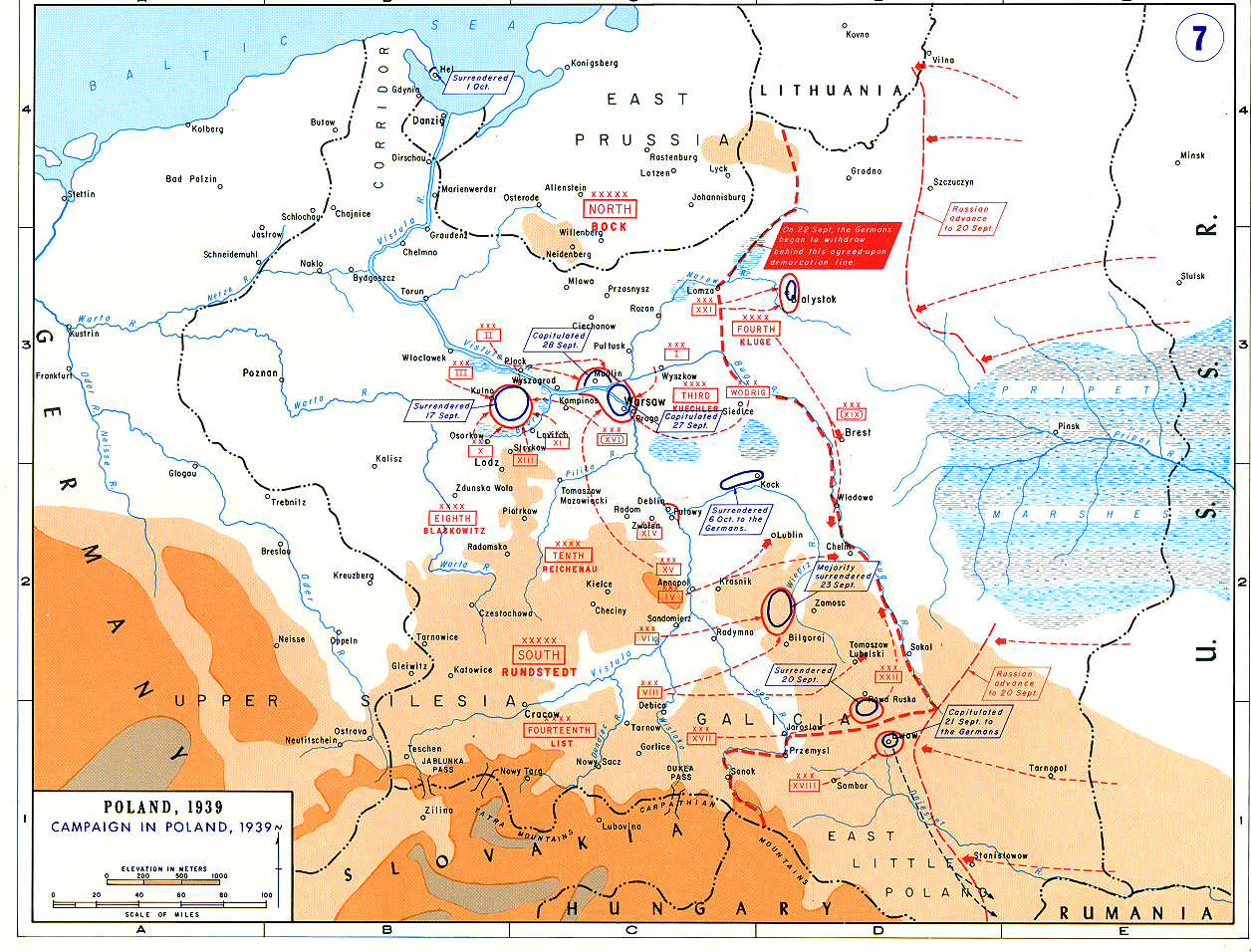
Likvidace hroutící se polské obrany po 14. září
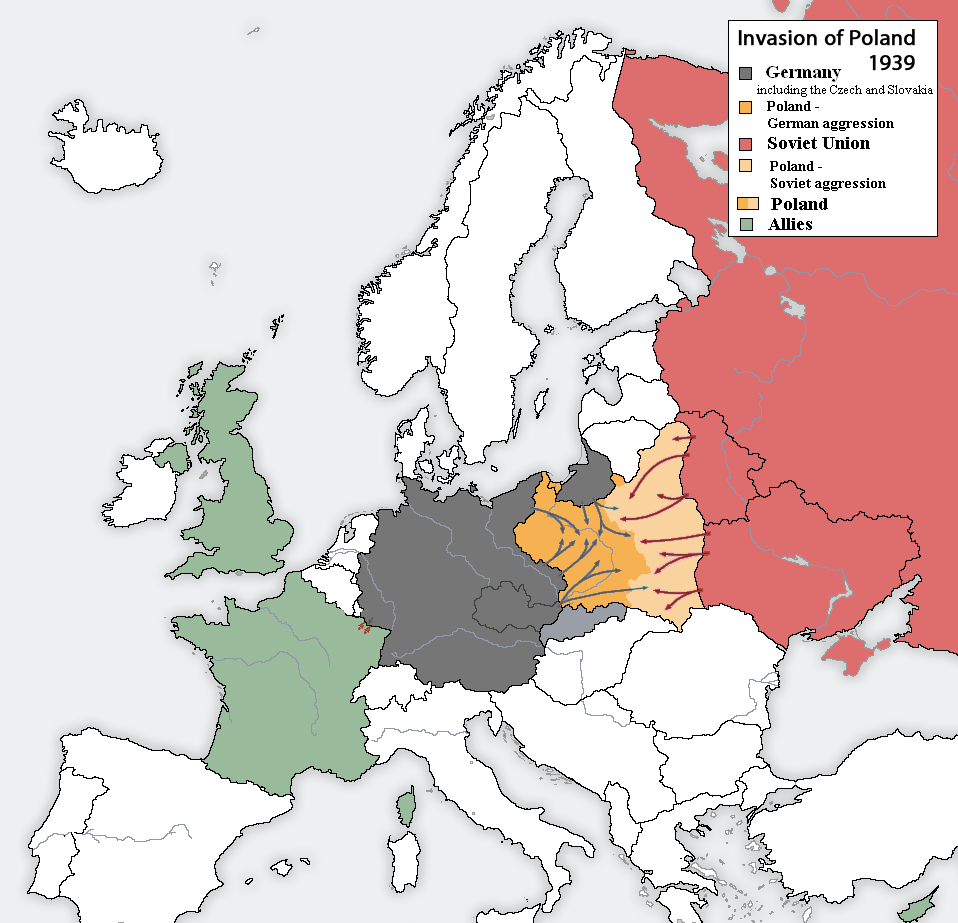
Výsledek polského tažení
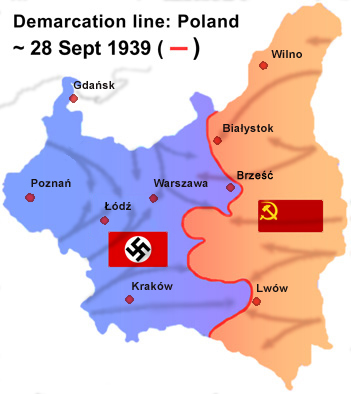
Demarkační linie německých a sovětských jednotek po invazi v září 1939
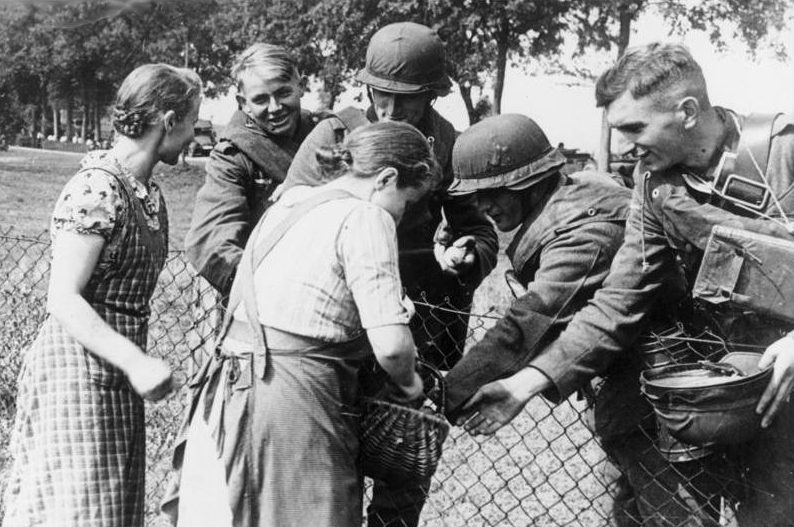
Německá menšina na území Polska vítá své „osvoboditele“
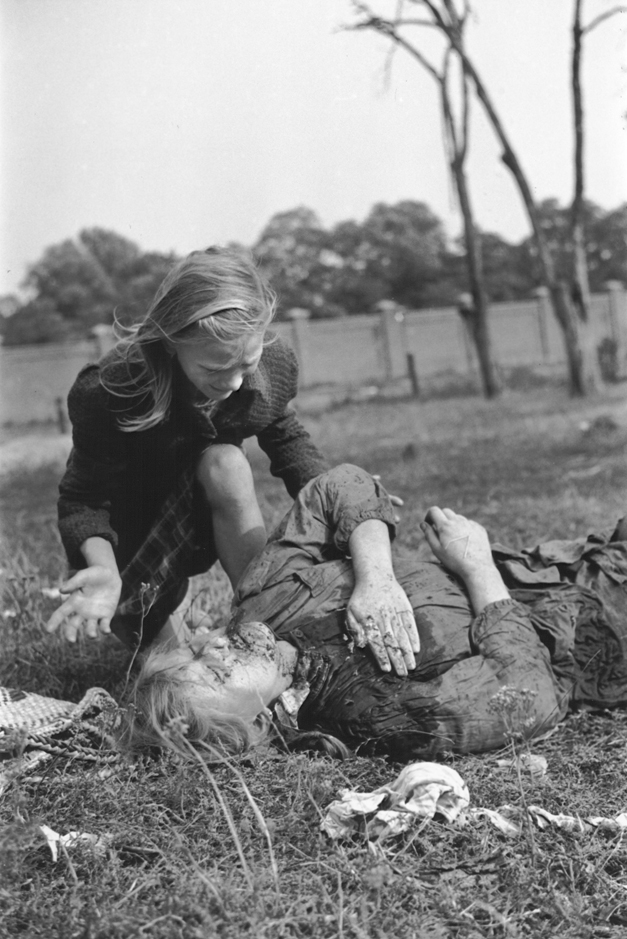
Děvče, které ztratilo starší sestru po náletu Luftwaffe
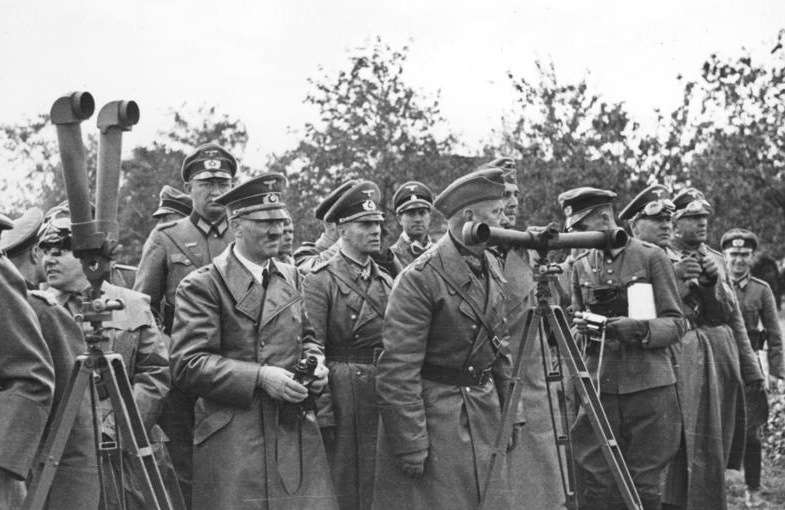
Adolf Hitler s generálem Rommelem 1. září 1939 během přepadení Polska